# Thomas Cranmer
Thomas Cranmer (Aslacton, 2. srpnja 1489. – Oxford, 21. ožujka 1556.), engleski reformator 
Kao kapelan kralja Henrika VIII. bio je u diplomatskim misijama kod pape i u Njemačkoj, gdje se približio reformatorima. Kao canterburyjski nadbiskup omogućio je Henriku razvod s Katarinom Aragonskom i pomogao mu da se proglasi poglavarom engleske državne crkve. Utro je put reformaciji u Engleskoj i otvoreno pristao uz protestantizam pod Edvardom VI. Edvard je pristao uz reformaciju, ukinuo je zakone usmjerene protiv protestanata, odstranio slike iz crkava, te ukinuo celibat. U vrijeme restauracije katolicizma za kraljice Marije Krvave utamničen je i spaljen.
Godine 1535. otkazao je vjernost papi, a papino ime izbrisano je iz molitvenika. Dolaskom Marije krvave na vlast za protestante dolaze velike nevolje, tisuće protestanata su protjerane, a stotine spaljene. U ožujku 1554. Cranmer, Nicholas Ridley, John Hooper, John Philpot, John Bradford i Hugh Latimer odvedeni su u Oxford na suđenje, proglašeni su hereticima i ekskomunicirani. osam mjeseci kasnije, Ridley i Latimer su spaljeni (16. listopada), a Cranmer zatvoren na još šest mjeseci. Lišen svoga položaja i osuđen na smrt, izgubio je hrabrost. napisao je izjavu gdje poriče svoje prijašnje vjerovanje. Ipak skupivši hrabrost on se odriče te izjave, te prije spaljivanja na lomači piše svojom rukom: "A sada dolazim do velike stvari, koja uznemirava moju savjest više nego bilo što sam ikada učinio ili rekao, a to je što sam napisao neke stvari protiv istine, a što sada odričem i odbacujem kao nešto što sam napisao svojom rukom protiv istine koju sam imao u srcu, i što sam napisao od straha pred smrću da bih spasio svoj život... I budući da je moja ruka pogriješila, pišući protivno mome srcu, zato će moja ruka biti prva kažnjena, jer ako budem stavljen na lomaču, ona će biti prva spaljena. A što se tiče pape, odbacujem ga kao Kristovog neprijatelja i antikrista, zajedno s njegovom lažnom naukom". Lancem privezan za stup lomače, ispružio je ruku kojom je potpisao odricanje i rekao: "Ova ruka je pogrješila", na kraju je uskliknuo: "Gospode Isuse primi duh moj!"